# نیژنی ایسکوش
نیژنی ایسکوش (به لاتین: Nizhny Iskush) یک منطقهٔ مسکونی در روسیه است که در باشقیرستان واقع شده‌است.